# Jordan Bell
Jordan Trennie Bell (Los Ángeles, California, 7 de enero de 1995) es un baloncestista estadounidense que actualmente se encuentra sin equipo. Con 2,03 metros de estatura, juega en la posición de ala-pívot.

## Trayectoria deportiva

### Primeros años
Jugó durante su etapa de secundaria en el Long Beach Polytechnic High School de Long Beach, donde en su última temporada promedió 13,6 puntos, 9,2 rebotes y 4,8 tapones por partido. Fue elegido por la web especializada 247Sports.com como en jugador número 63 de todo el país del curso de 2013. En noviembre de 2012 se comprometió a seguir sus estudios y jugar a baloncesto en la Universidad de Oregón.

### Universidad
Jugó tres temporadas con los Ducks de la Universidad de Oregón, en las que promedió 7,8 puntos, 6,8 rebotes, 1,5 asistencias, 1,1 robos de balón y 2,2 tapones por partido. En su primera temporada fue incluido en el mejor quinteto de novatos y en el mejor quinteto defensivo de la Pac-12 Conference, mientras que en su temporada júnior fue elegido defensor del año de la conferencia e incluido en el segundo mejor quinteto absoluto. Al término de la misma se declaró elegible para el draft de la NBA.

#### Estadísticas
| Año     | Equipo | PJ  | PT | MPP  | %TC  | %3P  | %TL  | RPP | APP | ROB | TPP | PPP  |
| ------- | ------ | --- | -- | ---- | ---- | ---- | ---- | --- | --- | --- | --- | ---- |
| 2014–15 | Oregon | 35  | 20 | 23.7 | .597 | .000 | .500 | 6.1 | 1.3 | .8  | 2.7 | 5.1  |
| 2015–16 | Oregon | 30  | 4  | 20.5 | .573 | .000 | .519 | 5.3 | 1.2 | 1.1 | 1.7 | 6.8  |
| 2016–17 | Oregon | 39  | 38 | 28.8 | .636 | .214 | .701 | 8.8 | 1.8 | 1.3 | 2.2 | 10.9 |
| Total   | Total  | 105 | 62 | 24.7 | .610 | .188 | .627 | 6.8 | 1.5 | 1.1 | 202 | 7.8  |

### Profesional

#### NBA
Fue elegido en la trigésimo octava posición del Draft de la NBA de 2017 por los Chicago Bulls, pero fue inmediatamente traspasado a Golden State Warriors. Debutó el 17 de octubre ante los Houston Rockets, logrando 8 puntos y 1 rebote. Esa misma temporada, los Warriors conquistan el anillo frente a los Cavs (4-0).
El 1 de julio de 2019, firma un contrato por una temporada con Minnesota Timberwolves.
El 4 de febrero de 2020 es traspasado a Houston Rockets, en un traspaso múltiple entre cuatro equipos y que afectó a 12 jugadores. Al día siguiente fue enviado a Memphis Grizzlies a cambio de Bruno Caboclo y una futura segunda ronda del draft. Tras solo 2 encuentros con Memphis, el 2 de marzo de 2020, Bell es cortado para hacer hueco en la plantilla.
El 11 de marzo de 2020, los Capital City Go-Go anuncian la contratación de Bell, para lo que resta de temporada en la G League. No llegando a disputar ningún encuentro, debido a la suspensión de la temporada por la pandemia COVID-19.
El 29 de junio de 2020, Bell firma un contrato de dos años con los Cleveland Cavaliers, de cara la reanudación de la temporada 2019-20.
Después de no disputar ningún encuentro en Cleveland, el 22 de noviembre de 2020, es traspasado junto a Alfonzo McKinnie, a Los Angeles Lakers a cambio de JaVale McGee. Pero dos días después, el 24 de noviembre, es cortado por los Lakers.
El 19 de diciembre de 2020, firma con Washington Wizards pero es cortado ese mismo día y añadido a la plantilla de los Erie BayHawks. Sin embargo, el 13 de enero de 2021 firma un contrato de 10 días con los Wizards, pero tras tres encuentros fue asignado de nuevo a los  BayHawks. El 14 de abril firma un segundo contrato de 10 días con los Wizards. Con los que disputa otros dos partidos, antes de ser liberado.
El 13 de mayo de 2021, consigue un contrato dual con Golden State Warriors, que le permitirá jugar también con los Santa Cruz Warriors de la G League. Fue cortado antes del comienzo de la temporada 21-22, y en octubre se une a los  Santa Cruz Warriors.
El 30 de diciembre de 2021, Bell firmó un contrato de 10 días con los Chicago Bulls. Tras disputar un partido con los Bulls, el 9 de enero de 2022, regresa a los Santa Cruz Warriors. El 31 de enero es traspasado a los Fort Wayne Mad Ants.

#### China
En septiembre de 2022, firma con los Guangzhou Loong Lions de la CBA.

#### G League
El 28 de septiembre de 2023, firma por Indiana Pacers, pero es cortado dos días más tarde. El 28 de octubre se une a los Indiana Mad Ants de la G League, pero es cortado tras una lesión de rodilla, habiendo disputado dos encuentros.

## Estadísticas de su carrera en la NBA
|  | Denota temporada en la que su equipo ganó un Campeonato de la NBA |

### Temporada regular
| Año     | Equipo       | PJ  | PT | MPP  | %TC  | %3P  | %TL   | RPP | APP | ROB | TPP | PPP |
| ------- | ------------ | --- | -- | ---- | ---- | ---- | ----- | --- | --- | --- | --- | --- |
| 2017-18 | Golden State | 57  | 13 | 14.2 | .627 | .000 | .682  | 3.6 | 1.8 | .6  | 1.0 | 4.6 |
| 2018-19 | Golden State | 68  | 3  | 11.6 | .516 | .000 | .610  | 2.7 | 1.1 | .3  | .8  | 3.3 |
| 2019-20 | Minnesota    | 27  | 0  | 8.7  | .533 | .222 | .568  | 2.9 | .5  | .1  | .4  | 3.1 |
| 2019-20 | Memphis      | 2   | 0  | 10.5 | .429 | .667 | 1.000 | 1.5 | 1.0 | .5  | .5  | 5.0 |
| 2020-21 | Washington   | 5   | 1  | 13.4 | .350 | .000 | .000  | 3.8 | 1.0 | .6  | .6  | 2.8 |
| 2020-21 | Golden State | 1   | 0  | 15.0 | .000 | —    | .500  | 5.0 | 2.0 | .0  | 2.0 | 1.0 |
| 2021-22 | Chicago      | 1   | 0  | 2.0  | —    | —    | —     | 1.0 | .0  | 1.0 | .0  | .0  |
| Total   | Total        | 161 | 17 | 12.0 | .552 | .200 | .636  | 3.1 | 1.2 | .4  | .8  | 3.7 |

### Playoffs
| Año   | Equipo       | PJ | PT | MPP  | %TC  | %3P  | %TL  | RPP | APP | ROB | TPP | PPP |
| ----- | ------------ | -- | -- | ---- | ---- | ---- | ---- | --- | --- | --- | --- | --- |
| 2018  | Golden State | 17 | 0  | 10.2 | .531 | .000 | .500 | 2.8 | .9  | .4  | .5  | 2.4 |
| 2019  | Golden State | 15 | 2  | 7.1  | .548 | .000 | .700 | 1.3 | .7  | .3  | .5  | 2.7 |
| Total | Total        | 32 | 2  | 8.7  | .540 | .000 | .583 | 2.1 | .8  | .3  | .5  | 2.6 |